# Вела Хіменес
Ве́ла Хіме́нес (ісп. Vela Jiménez; пом. 883) — граф Алави наприкінці IX століття.

## Життєпис
Походження Вели Хіменеса наразі точно не встановлено. На думку деяких дослідників Вела міг бути одним із синів співкороля Наварри Хімено I і бути близьким родичем Хімени Гарсес, дружини Альфонсо III.
Історики припускають, що Вела Хіменес отримав Алаву від короля Астурії близько 870 року. Причиною переходу алавських земель до Хіменеса історики вважають укладення в 869/870 році наваррсько-астурійського союзу, скріпленого шлюбом Альфонсо III Великого з Хіменою, дочкою короля Гарсії I Інігеса.
Перший за часом документ, в якому Вела Хіменес був наділений графським титулом, датований 870 роком, однак про подальшу діяльність правителя Алави нічого не відомо до 882 року, коли у «Продовженні Хроніки Альбельди» він був названий одним із васалів короля Астурії, які брали участь у відбитті вторгнення війська Кордовського емірату до земель іспанських християн. У той час відновились напади маврів на Астурійське королівство, що було пов'язано з підтримкою, наданою королем Альфонсо III, членам впливового муваладського роду Бану Касі, що бунтували проти еміра Мухаммеда I. 882 року правитель Кордови здійснив похід проти ватажка заколотників, валі Толедо Мухаммада I ібн Лубба, та змусив його підкоритись своїй владі. Після того військо мусульман на чолі з обома правителями вторглось до Алави, втім граф Вела Хіменес зумів відбити їхній напад на свою фортецю Сельйоріго. Також успішно було відбито й спробу маврів узяти штурмом фортецю в Панкорбо, яку захищав граф Кастилії Дієго Родрігес Порселос. Однак напад війська мусульман на ще недобудовані кастильські укріплення вздовж Арлансону завершився успіхом: кілька фортець, включаючи Кастрохеріс, були зруйновані.
883 року військо під командуванням графів Вели Хіменеса та Дієго Родрігеса здійснило напад на володіння Мухаммада I ібн Лубба в долині річки Ебро. У відповідь глава Бану Касі знову розграбував землі Алави та Кастилії, але як і роком раніше не зміг узяти ані Сельйоріго, ані Панкорбо.